# Plaza René Schneider

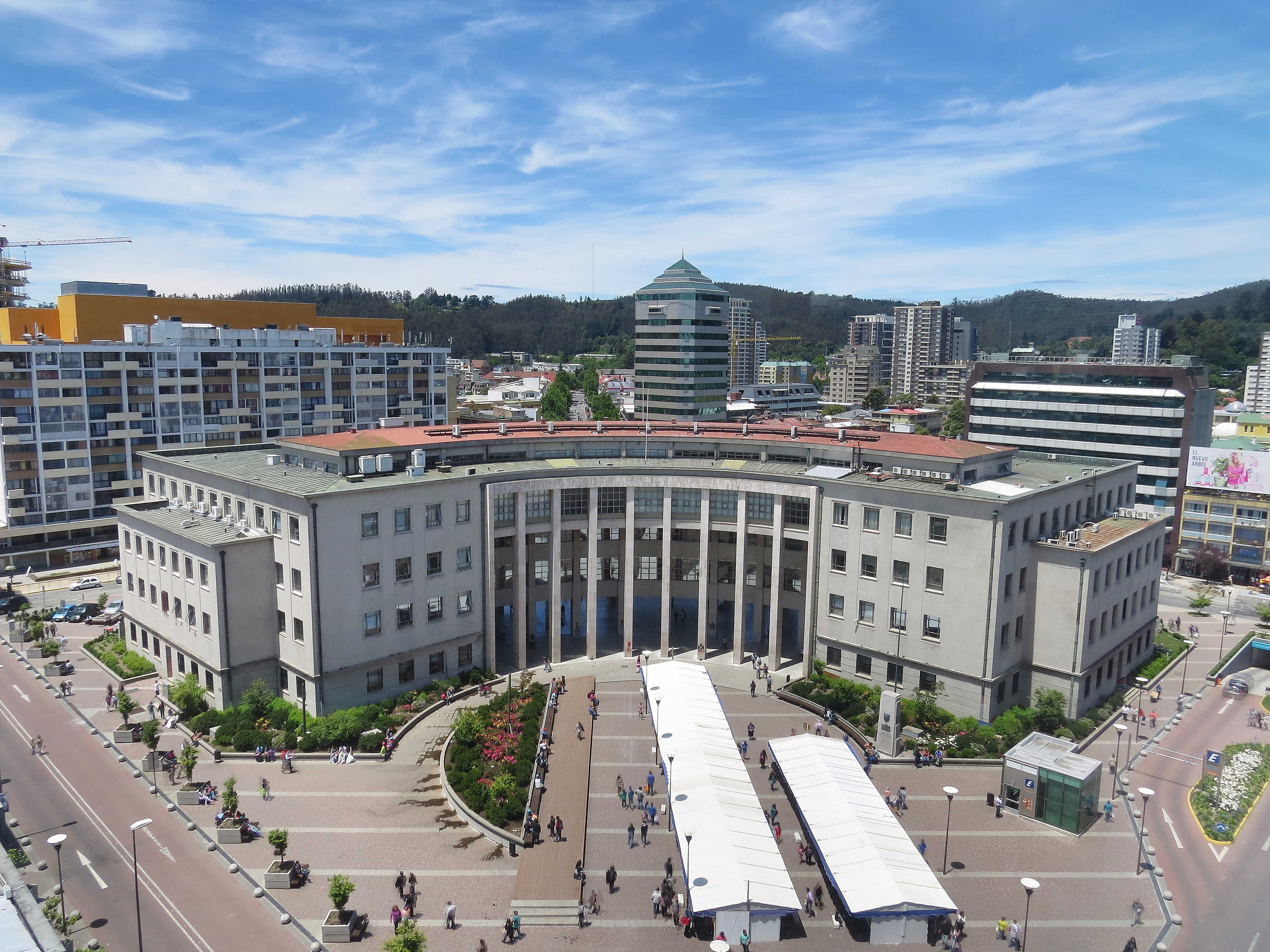
Plaza Tribunales. De fondo el Palacio de los Tribunales.

La plaza René Schneider, también conocida como plaza Tribunales, es una de las plazas más características de la ciudad de Concepción, Chile. En ella se encuentra ubicado el Palacio de los Tribunales de Justicia de Concepción. Hay cuatro monumentos importantes, uno de ellos en honor a Bernardo O'Higgins, el otro es un busto en honor a José de San Martín, el tercero es una placa en honor al general René Schneider y el último un monolito para el asta de banderas.
Existen jardines y paseos dispuestos alrededor del palacio judicial. Actualmente es Patrimonio Arquitectónico de Concepción.
Su nombre fue colocado en honor del militar René Schneider, militar penquista quien fuera desde 1969 y hasta 1970 Comandante en jefe del Ejército de Chile, año en que fue asesinado por el movimiento político y paramilitar Patria y Libertad.

## Historia

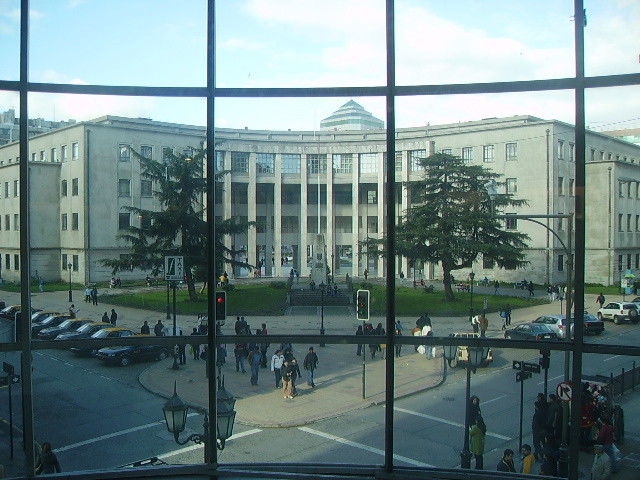
Vista de la Plaza en 2006, antes de su remodelación.

Luego de los estragos que provocó el Terremoto de Chillán de 1939, se formó la Corporación de Reconstrucción y Auxilio, con el fin de promover la recuperación de las ciudades destruidas por el sismo.
Fue este organismo que en 1939 llamó a concurso público para la construcción de esta plaza, que tendría la misión de unir el centro de la ciudad con el Barrio Universitario de Concepción.
La construcción de la plaza se concreta en 1941, y meses después empieza la construcción del Palacio de Tribunales. La empresa encargada de este trabajo fue Ovalle y Sarabia.

## Ubicación
Se ubica entre las calles Tucapel, Diego Barros Arana, Castellón y Libertador Bernardo O’Higgins Riquelme.
Está a pasos del Paseo Peatonal Alonso de Ercilla y Zúñiga, el principal de la ciudad, que lleva a la Plaza de la Independencia.

## Patrimonio Arquitectónico

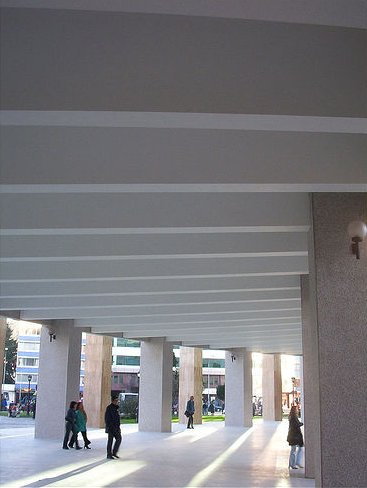
Uno de los pasillos exteriores del Palacio de los Tribunales de Justicia.

La plaza y el palacio son Patrimonio Arquitectónico de la ciudad, estatus asignado por la Municipalidad de Concepción.
Su clasificación urbana es Plaza Pública, y la arquitectónica es Hito Urbano-Cultural.

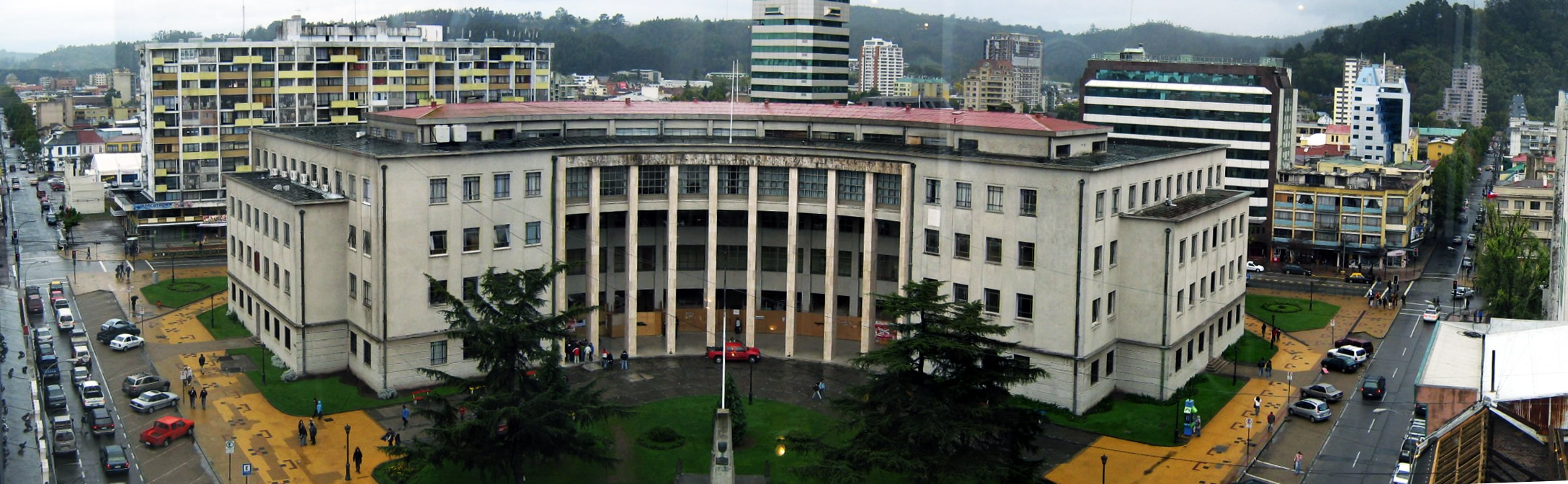
Palacio Tribunales previo a la remodelación de la plaza.

Durante 2007 la Municipalidad inició un proyecto para construir estacionamientos subterráneos (concesión a privados) en la manzana de la plaza de los Tribunales, específicamente bajo las calles Castellón y Barros Arana, que incluirá una remodelación completa de la plaza propiamente tal. El proyecto consiste en la construcción de dos niveles subterráneos, con capacidad para 415 vehículos, con una inversión de CL$4683 millones, que equivalen a más de nueve millones de dólares. El plazo de construcción termina en septiembre de 2008 y se otorgó un plazo de explotación de 39 años.